# Luigi Pepe (matematico)

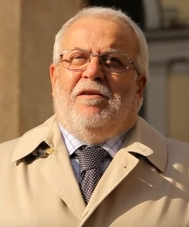
Luigi Pepe

Luigi Pepe (Piedimonte Matese, 1947) è un matematico italiano.

## Biografia
Luigi Pepe si è laureato in Matematica con lode presso l’Università di Pisa nel 1969, discutendo con Enrico Giusti una tesi sui sistemi di equazioni ellittiche non lineari. Dal 1976 al 2017 è stato professore di analisi matematica e storia delle matematiche a Ferrara. Nel campo dell’analisi matematica è autore di diversi lavori riguardanti le superfici a curvatura media assegnata, le superfici minime con ostacoli, la teoria matematica della capillarità. Le sue ricerche si sono poi orientate sul la storia delle scienze matematiche delle istituzioni scientifiche. È autore di oltre trecento pubblicazioni in riviste italiane e straniere o in volumi monografici. Tra queste figurano trentina di libri dei quali è autore (o curatore), dedicati a Copernico, Lagrange, Monge, agli Istituti Nazionali nell’Europa Napoleonica, alla Storia degli insegnamenti matematici in Italia ecc. PResso la stessa università è stato poi nominato professore emerito.
È socio dell’Académie Internationale d’Histoire des Sciences ed è stato segretario dell’Unione matematica italiana e presidente della Società Italiana di Storia delle Matematiche. È segretario del Comitato per la pubblicazione delle opere di Gaetano Salvemini, componente della Fondazione Ernesto Rossi-Gaetano Salvemini, del Comitato scientifico della Fondazione Giorgio Bassani, socio dell’Accademia delle Scienze di Ferrara e della Deputazione Ferrarese di Storia Patria. Ha curato, per la collezione dei grandi matematici italiani, le opere di Cesare Arzelà e Giuseppe Vitali. Fa parte dei comitati per l’Edizione nazionale di R. G.  Boscovich (Osservatorio di Brera), e di Mathematica italiana (Scuola Normale Superiore). È stato membro delle commissioni per le celebrazioni nazionali di Torquato Tasso e Vincenzo Monti. È autore o curatore di diversi volumi tra i quali:

## Pubblicazioni
È autore o curatore di diversi volumi tra i quali:
- Note sul problema di Plateau, Pisa, 1974 (in coll. con G. Anzellotti, M. Giaquinta, U. Massari, G. Modica).
- Note critiche di Analisi di Matematica, Ferrara, Editrice universitaria, 1979 (in coll. con M.T. Borgato).
- (a cura di) Giuseppe Vitali, Opere sull'analisi reale e complessa, carteggio, Edizioni Cremonese, Bologna 1984, XI-524 pp.
- Lagrange, appunti per una biografia scientifica, Torino, La Rosa, 1990, pp. X-203 (in coll. con M.T. Borgato).
- (a cura di) Cesare Arzelà, Opere, vol.I pp. XXXIX-348; vol.2 pp. VII-(349-706), Bologna, Tecnoprint, 1992 (in coll. con G. Letta e P.L. Papini).
- Gaspard Monge, Dall'Italia (1796-1798), Palermo, Sellerio, 1993, pp. 295 (in coll. con S. Cardinali).
- (a cura di) Lorenzo Mascheroni, Memorie analitiche, Bergamo, Moretti e Vitali, 2000, pp. XXVI-203. ISBN 88 7186 176 0
- (a cura di) La matematica in Italia, 1800-1950, Firenze, Polistampa, 2001, 182 pp. (in coll. con E. Giusti). ISBN 88 8304 321 9
- Istituti Nazionali, Accademie e Società scientifiche nell’Europa di Napoleone, Firenze, Olschki, 2005, XXX-521 pp. ISBN 88 222 5477 5
- Rinascita di una scienza. Matematica e matematici in Italia (1715-1814), Bologna, Clueb, 2007, 255 pp. ISBN 978 88 491 2778 2.
- Insegnare matematica. Storia degli insegnamenti matematici in Italia, Bologna, Clueb, 2016, 541 pp.  ISBN 978 88 491 5493 1

Alcune conferenze su YouTube
- Luigi Pepe, La Théorie des fonctions analytiques de Lagrange à Weierstrass. Pisa, Scuola Normale Superiore, 18 aprile 2013. http://www.youtube.com/watch?v=qIB3v2DvZ7E
- Luigi Pepe, Des biographies de Lagrange, Parigi, Institut Poincaré, 17 maggio 2013. http://www.youtube.com/watch?v=pyGhbk8WRSk
- Lagrange Bicentenary - Luigi Pepe's conference, Institut Poincaré. https://www.youtube.com/watch?v=XjVNS6e2awE

La produzione scientifica del prof. emerito Luigi Pepe è documentata in banche dati internazionali, quali Mathscinet, Research Gate e Google Scholar. Per un elenco delle pubblicazioni si veda qui.